# Amahe
Die Amahe war ein alt-ägyptisches Längenmaß und entsprach der Elle. Alltäglich Amahe, koptisch Mahe und hebräisch Ammah genannt, lässt sich das Maß auf ägyptischen Denkmälern nachweisen. Von den sogenannten Etalons wurden um 1822 bei Memphis einige aufgefunden und wurden nach Paris, Leiden und Turin verbracht.
Die Längenmaße waren folgende:
- 1 Amahe (Elle) = 2 Pat (Fuß) = 6 Tot (Handbreit) = 24 Teb (Fingerbreit) 
  - 1 Pat = 3 Tot = 12 Teb
- 1 königliche Elle (suten-koi oder suten-amahe) = 28 Zoll (etwa 1 ägyptische Elle = 0,526 Meter = 22 ½ Zoll (Leipziger))
- 1 gemeine oder kleine Elle (amahe-kuzi) = 24 Zoll
  - 1 göttlicher Fuß (pal-nuli) = 14 Zoll
  - 1 gemeiner oder kleiner Fuß (pal-kuzi) = 12 Zoll
  - 1 Palme oder Handbreite (toi) = 4 Zoll
  - 1 Fingerbreite (leb) = 1 Zoll